# Beja
Beja város Portugáliában, Baixo Alentejo tartomány fővárosa. 
Mezőgazdasági (búza, olíva, parafa) és kereskedelmi központ. Történelmi és kulturális szempontból jelentős város. 
Az ókori római birodalom egyik régiójának fővárosa, Pax Julia néven (a lusitaniakkal kötött béke miatt). A mai Praça da Republica helyén állt a római fórum. A mórok 711-ben érkeztek. Ők adták a város jelenlegi nevét. 1162-ben űzték el őket. Beja a továbbiakban sokat küzdött az elnyomó hatalmak ellen. 1808-ban francia csapatok mészárolták le a lakosságot és fosztották ki a várost. 1962-ben Salazar rezsime alatt Delgado tábornok szervezett itt sikertelen felkelést.
Az NSZK 1964. június 12-én egyezményt kötött Portugáliával, ennek alapján az év végétől nyugatnémet légitámaszpont működhetett Beja város szomszédságában. [forrás?]

## Látnivalók
- Torre de Menagem (vártorony)
- A katedrális
- Museu Visigótico, a vártorony mögött áll a város legősibb temploma, a Santo Amaro, melynek vizigót oszlopai eredetiek
- Museu Regional Rainha Dona Leonor, az óváros szívében álló régi Convento de Nossa Senhora da Conceicao ad otthont a regionális múzeumnak.
- A várostól 10 km-re DNy-ra, Pisõesben római villa az 1. századból.
- Római kori romok különböző helyszíneken
- Sao Francisco kolostor
- Igreja da Misericordia (templom)

## Galéria

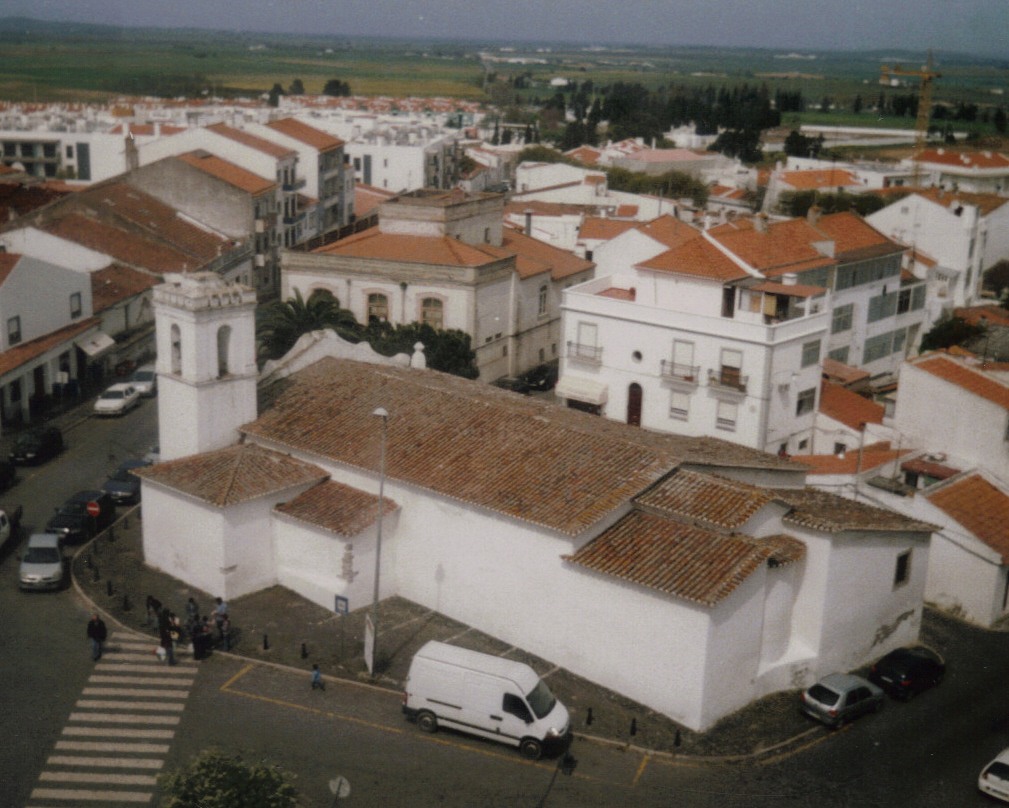
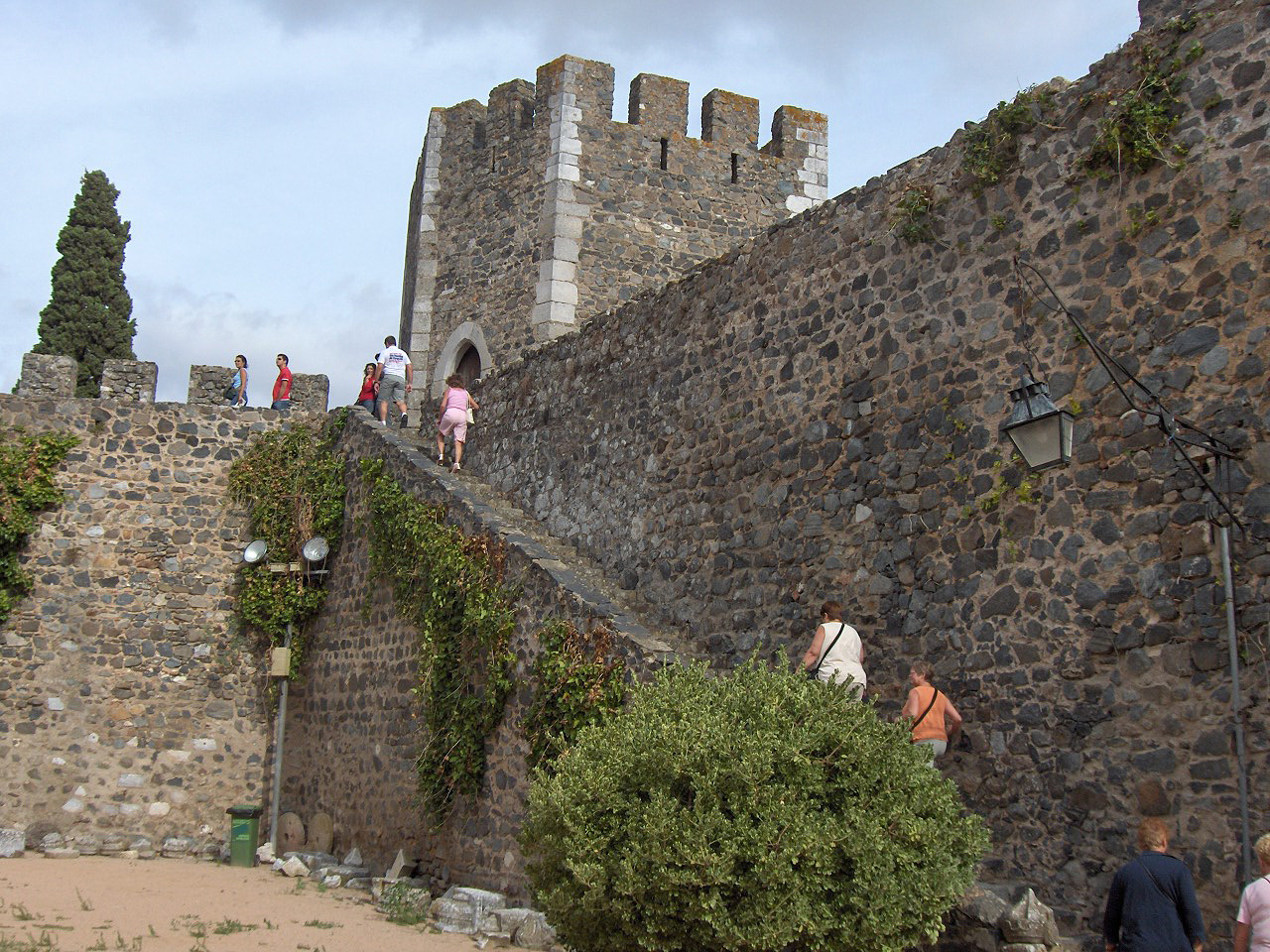
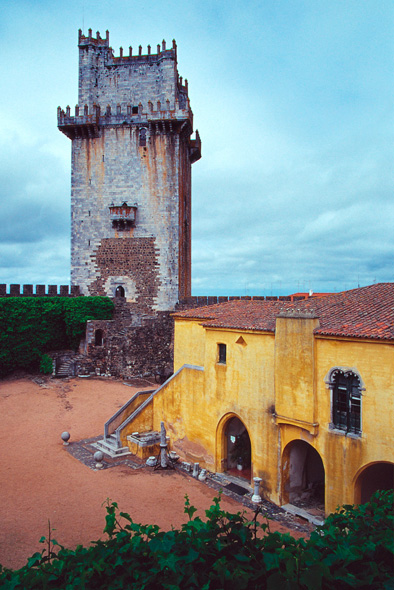
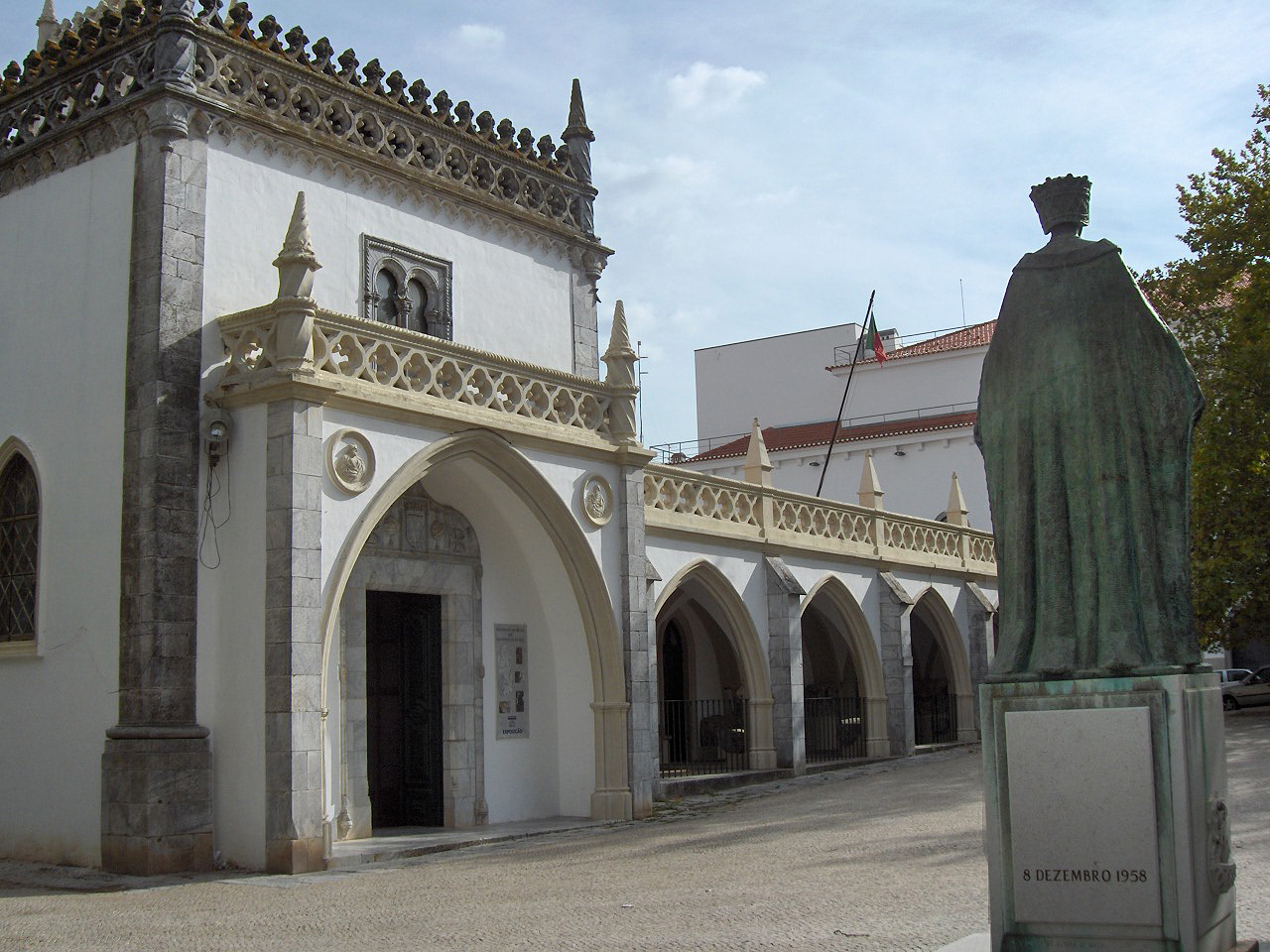
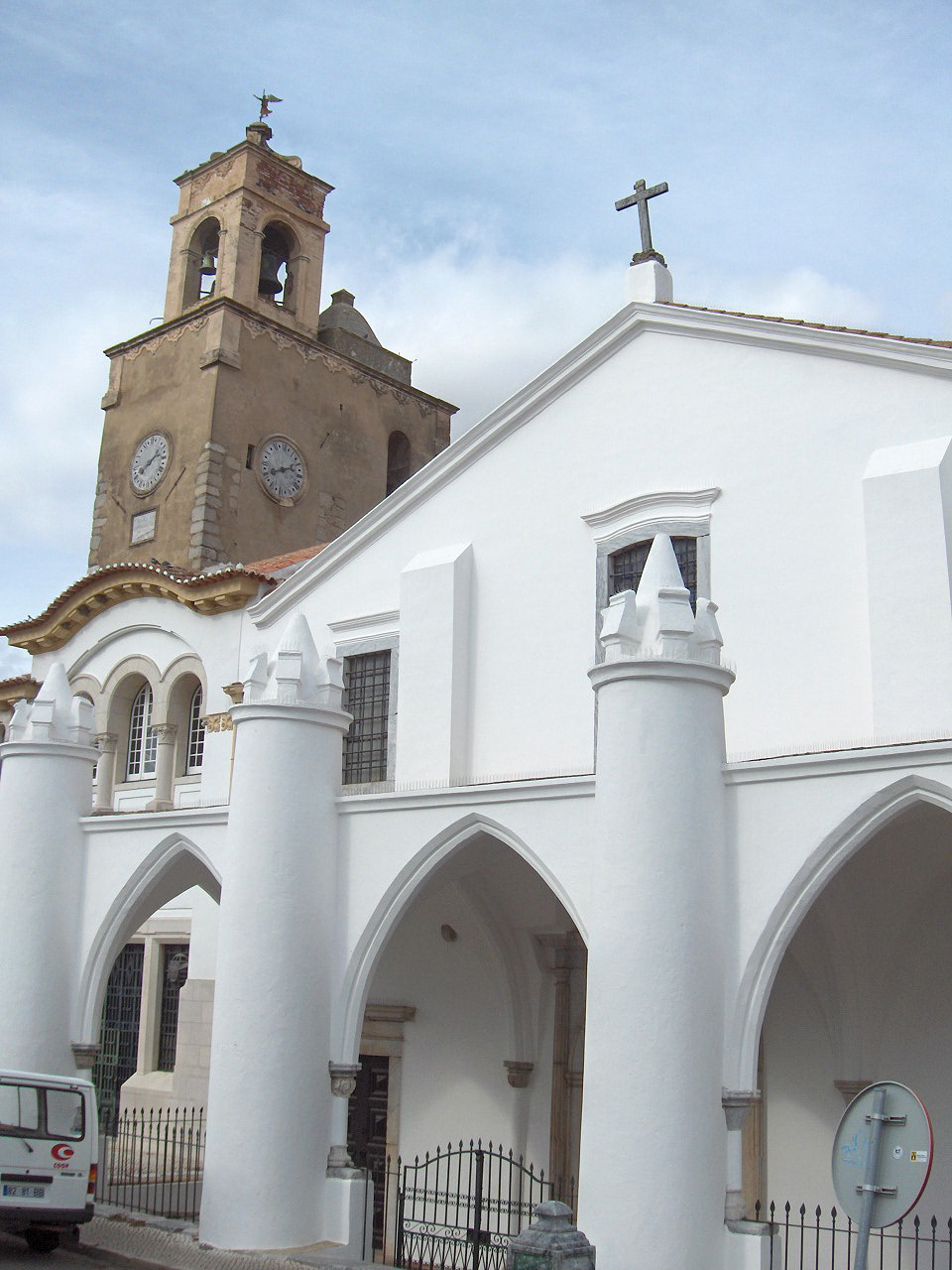

## Fordítás
Ez a szócikk részben vagy egészben  a   Beja című portugál Wikipédia-szócikk fordításán alapul.  Az eredeti cikk szerkesztőit annak laptörténete sorolja fel. Ez a jelzés csupán a megfogalmazás eredetét és a szerzői jogokat jelzi, nem szolgál a cikkben szereplő információk forrásmegjelöléseként.